# Duško Pijetlović
Duško Pijetlović (en serbio cirílico: Душко Пијетловић (25 de abril de 1985, Novi Sad, Voivodina, Serbia) es un jugador de waterpolo miembro de la selección de Serbia que ganó dos medallas de bronce en los Juegos Olímpicos de Pekín 2008 y en los Juegos Olímpicos de Londres 2012. Pijetlović juega actualmente para el club italiano Pro Recco. Ganó 3 títulos consecutivos de la Liga de Campeones LEN de waterpolo masculino con 3 equipos diferentes: en 2011 con el VK Partizan, en 2012 con el Pro Recco y en 2013 con el VK Crvena Zvezda. En 2012, ganó con el equipo nacional la medalla de oro del Campeonato Europeo de Waterpolo Masculino de 2012 celebrada en Eindhoven, Países Bajos.

## Campeonato Europeo de Waterpolo Masculino de Eindhoven 2012

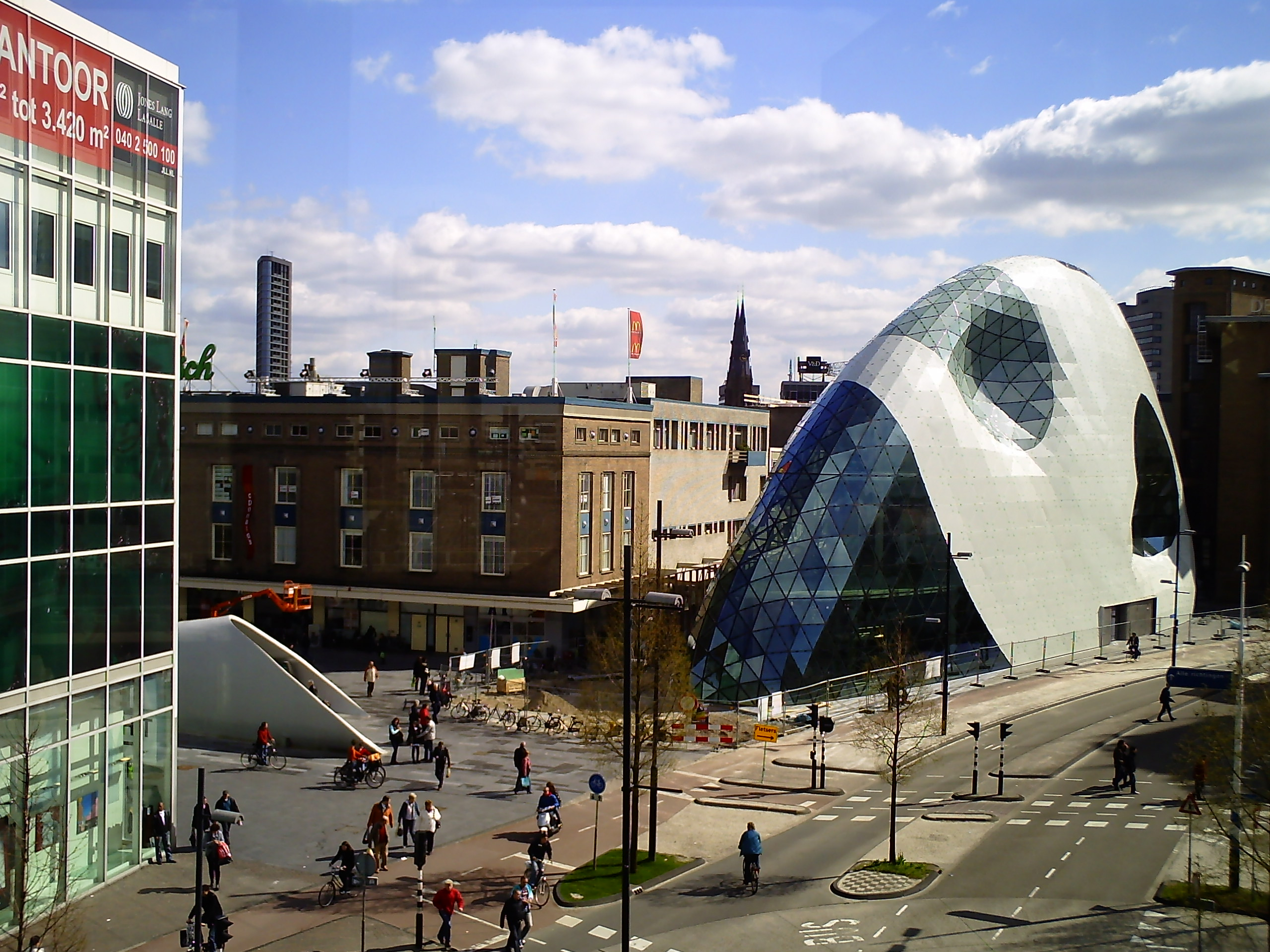
La ciudad de Eindhoven donde Pijetlović ganó con el equipo nacional la medalla de oro del Campeonato Europeo de Waterpolo Masculino de 2012.

El 16 de enero, en el Campeonato Europeo, Pijetlović anotó en el primer partido dos goles que le dio una victoria de 8-5 contra España.
En el segundo partido, el 17 de enero, Pijetlović anotó cuatro goles para su equipo nacional que les ayudó en la victoria por 13-12 contra Alemania.
El 19 de enero, en un partido difícil contra el campeón de Europa, Croacia, Pijetlović anotó dos goles para conseguir una victoria de 15-12.
El 21 de enero, en el cuarto partido, Pijetlović fue el máximo goleador con cuatro goles que les dio una victoria fácil contra Rumania por 14-5.
El 23 de enero, en la última ronda del Grupo A, que Serbia perdió con Montenegro por 11-7, Pijetlović anotó dos goles.
Duško Pijetlović ganó la Eurocopa de 2012 el 29 de enero. Anotó un gol en la final contra Montenegro y su equipo ganó por 9-8.

## Trayectoria

### VK Partizan
- Campeonato Nacional de Serbia: 2006–07, 2007–08, 2008–09, 2009–10, 2010–11.
- Copa Nacional de Serbia: 2006–07, 2007–08, 2008–09, 2009–10, 2010–11.
- Euroliga LEN: 2010–11.
- Liga Eurointer: 2010, 2011.

### Pro Recco
- Serie A1 (pallanuoto maschile):  2011–12.
- Euroliga LEN: 2011–12.
- Liga Adriática de Waterpolo: 2011–12.

### VK Crvena Zvezda
- Campeonato Nacional de Serbia: 2012–13.
- Copa Nacional de Serbia: 2012–13.
- Euroliga LEN: 2012–13.